# إرفينغ فيلدمان
إرفينغ فيلدمان (بالإنجليزية: Irving Feldman)‏ هو شاعر أمريكي، ولد في 22 سبتمبر 1928 في كوني آيلاند في الولايات المتحدة.